# اتحادیه بین‌المللی علوم تغذیه
اتحادیه بین‌المللی علوم تغذیه (به انگلیسی: International Union of Nutritional Sciences) یک سازمان بین‌المللی غیردولتی است که در سال ۱۹۴۶ تأسیس شد و به پیشرفت تغذیه اختصاص داشت. مأموریت و هدف‌های آن عبارتند از:
- ارتقاء پیشرفت در علم تغذیه، تحقیق و توسعه از طریق همکاری بین‌المللی در سطح جهانی.
- تشویق ارتباط و همکاری بین دانشمندان علوم تغذیه و همچنین انتشار اطلاعات در علوم تغذیه از طریق فناوری ارتباطات نوین.

مقر اتحادیه بین‌المللی علوم تغذیه در وین، اتریش ثبت شده است.